# Jöns Svanberg
Jöns Svanberg (Ytterbyn, Kalix, Norrbotten, Suécia, 6 de julho de 1771 – Uppsala, 15 de janeiro de 1851) foi um clérigo, astrônomo e cientista natural sueco.

## Carreira

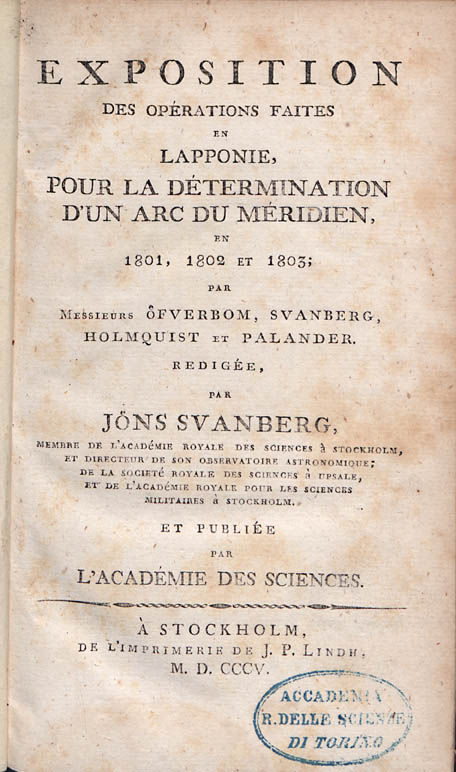
Exposition des opérations faites en Lapponie, pour la détermination d'un arc du méridien en 1801, 1802 et 1803, 1805

Entrou na Universidade de Uppsala com 16 anos de idade. Obteve um doutorado em 1794. Em 1806 foi professor de agrimensura e em 1811 professor de matemática da Universidade de Uppsala.
Em 1798 foi eleito membro da Academia Real das Ciências da Suécia, da qual foi secretário de 1803 a 1811.

## Prêmios e honrarias
Recebeu o Prêmio Lalande de 1806.
A montanha Svanbergfjellet em Spitsbergen é denominada em sua homenagem.